# Wydział Prawa i Administracji Uniwersytetu Łódzkiego
Wydział Prawa i Administracji Uniwersytetu Łódzkiego – wydział Uniwersytetu Łódzkiego. Powstał wraz z uniwersytetem w 1945 roku.

## Historia wydziału
Wywodzi się z Wydziału Prawno-Ekonomicznego Uniwersytetu Łódzkiego, który obejmował trzy kierunki studiów: prawno-ekonomiczny, prawno-sądowy i prawno-administracyjny. W 1948 roku, w związku z utworzeniem sieci wyższych szkół ekonomicznych, zlikwidowano kierunek prawno-ekonomiczny i prawno-administracyjny, zmieniając nazwę wydziału na Wydział Prawa. Od 1970 roku funkcjonuje jako Wydział Prawa i Administracji, a od roku 1999 jest członkiem Europejskiego Stowarzyszenia Wydziałów Prawa – European Law Faculties Association (ELFA).
W styczniu 1981 w reakcji na niezarejestrowanie Niezależnego Zrzeszenia Studentów studenci wydziału rozpoczęli akcję "Solidarne czekanie", która przerodziła się w strajk okupacyjny i do której przyłączyły się inne wydziały uczelni.

## Kierunki studiów
WPiA UŁ umożliwia kształcenie na kierunkach:
- prawo
- administracja
- polityka społeczna
- prawo podatkowe i rachunkowość
- prawo zatrudnienia - kadry i płace
- prawo zamówień publicznych
- prawo medyczne
- prawo ochrony danych osobowych

Istnieje także możliwość studiów podyplomowych i doktoranckich.

## Władze
- Dziekan: dr hab. Monika Bogucka-Felczak, prof. nadzw. UŁ
- Prodziekan ds. studiów jednolitych stacjonarnych i niestacjonarnych – kierunek: prawo – dr Paweł Dańczak

- Prodziekan ds. studiów stacjonarnych i niestacjonarnych – kierunek: administracja, polityka społeczna, prawo podatkowe i rachunkowość, prawo ochrony zdrowia, prawo ochrony danych osobowych, prawo medyczne – dr hab. Aneta Kaźmierska-Patrzyczna, prof. nadzw. UŁ
- Prodziekan ds. kształcenia – dr hab. Joanna Połatyńska, prof. UŁ
- Prodziekan ds. nauki – dr hab. Dorota Wiśniewska, prof. UŁ
- Prodziekan ds. współpracy międzynarodowej i projektów – dr Izabela Florczak
- Pełnomocnik dziekana ds. ogólnych i finansowych – dr Jarosława Koperkiewicz-Mordel

## Lista dziekanów
- 1948–1949 Jan Namitkiewicz
- 1949–1950 Józef Litwin[3]
- 1950–1953 Adam Szpunar
- 1953–1955, 1965–1969 Wacław Szubert
- 1955–1956, 1962–1965 Jerzy Wróblewski
- 1956–1957 Remigiusz Bierzanek
- 1957–1962 Józef Stanisław Piątowski
- 1969–1972 Janusz Tylman
- 1972–1981 Natalia Gajl
- 1981–1984, 1993–1996 Biruta Lewaszkiewicz-Petrykowska
- 1984–1987 Michał Seweryński
- 1987–1990 Henryk Lewandowski
- 1990–1993, 2002–2004 Marek Zirk-Sadowski
- 1996–1999, 1999–2002 Włodzimierz Nykiel
- 2005 Maria Królikowska-Olczak (p.o. dziekana)
- 2005–2008 Zbigniew Góral
- 2008–2011 Małgorzata Pyziak-Szafnicka
- 2011-2020 Agnieszka Liszewska
- od 2020 Monika Bogucka-Felczak

## Struktura organizacyjna
- Katedra Prawa Administracyjnego i Nauki Administracji – kierownik: prof. Zofia Duniewska
- Katedra Postępowania Administracyjnego – kierownik: prof. Z. Kmieciak
- Zakład Sądownictwa Administracyjnego – kierownik. prof. J. P. Tarno
- Katedra Prawa Cywilnego – kierownik: prof. Małgorzata Pyziak-Szafnicka
- Katedra Postępowania Cywilnego I – kierownik: prof. J. Jankowski
- Katedra Postępowania Cywilnego II – kierownik: prof. A. Marciniak
- Katedra Prawa Karnego – kierownik: dr hab. R. Dębski, prof. UŁ
- Katedra Prawa Karnego Międzynarodowego – kierownik: dr hab. Krzysztof Indecki, prof. UŁ
- Katedra Postępowania Karnego i Kryminalistyki – kierownik: prof. T. Grzegorczyk
- Katedra Europejskiego Prawa Gospodarczego – kierownik: prof. M. Królikowska-Olczak
- Zakład Europejskiego i Zbiorowego Prawa Pracy – kierownik: prof. Z. Hajn
- Katedra Europejskiego Prawa Konstytucyjnego – kierownik: prof. Anna Wyrozumska
- Katedra Prawa Finansowego
- Katedra Prawa Podatkowego – kierownik: prof. W. Nykiel
- Katedra Prawa Gospodarczego i Handlowego – kierownik: prof. Wojciech Katner
- Katedra Teorii i Filozofii Prawa – kierownik: prof. Marek Zirk-Sadowski
- Zakład Polityki Prawa – kierownik: prof. M. Z. Król
- Katedra Prawa Konstytucyjnego – kierownik: dr hab. Krzysztof Skotnicki, prof. UŁ
- Katedra Prawa Międzynarodowego i Stosunków Międzynarodowych – kierownik: dr hab. P. Daranowski, prof. UŁ
- Katedra Prawa Pracy – kierownik: prof. Z. Góral
- Katedra Prawa Rzymskiego – kierownik: prof. A. Pikulska-Radomska
- Katedra Badań nad Rozwojem Państwa i Prawa – kierownik: dr hab. T. Szulc, prof. UŁ
- Katedra Prawa Ubezpieczeń Społecznych i Polityki Społecznej – kierownik: dr hab. M. Włodarczyk, prof. UŁ
- Katedra Doktryn Polityczno-Prawnych – kierownik: prof. Tomasz Tulejski
- Centrum Dokumentacji i Studiów Podatkowych
- Centrum Studiów Wyborczych
- Centrum Myśli Polityczno-Prawnej[4]

## Organizacje studenckie

### Organizacje
- Wydziałowa Rada Samorządu Studentów
- Europejskie Stowarzyszenie Studentów Prawa ELSA Łódź
- Biuro Karier WPiA
- Rzecznik Praw Studenta UŁ
- Klinika prawa - Klinika praw dziecka

### Koła naukowe
- Studenckie Koło Kryminalistyków
- Studenckie Koło Naukowe Administratywistów
- Studenckie Koło Naukowe Młodych Prawników
- Studenckie Koło Prawa Karnego Międzynarodowego
- Studenckie Koło Naukowe Prawa Międzynarodowego i Praw Człowieka
- Studencka Grupa Podatkowa
- Studenckie Koło Naukowe Prawa Karnego Procesowego
- Koło Naukowe Prawa Pracy
- Studenckie Koło Naukowe Prawa Cywilnego i Handlowego
- Studenckie Koło Naukowe Prawa Konstytucyjnego
- Studenckie Koło Naukowe Prawa Europejskiego
- Studenckie Naukowe Koło Myśli Politycznej
- Studenckie Koło Teorii, Filozofii i Socjologii Prawa
- Studenckie Koło Naukowe Prawa Nowych Technologii
- Koło Naukowe Prawa Karnego
- Koło Naukowe Penitencjarne
- Naukowe Koło Prawa Energetycznego i Innych Sektorów Infrastrukturalnych[5]